# Catharsius tridens
Catharsius tridens är en skalbaggsart som beskrevs av Josso och Prévost 2009. Catharsius tridens ingår i släktet Catharsius och familjen bladhorningar. Inga underarter finns listade.